# الإسلام في الجبل الأسود
الإسلام في الجبل الأسود وهي ثاني أكبر ديانة في البلاد بعد المسيحية. وفقًا لإحصاء عام 2011، يشكل مسلمو الجبل الأسود البالغ عددهم 118,477 20٪ من إجمالي السكان. مسلمو الجبل الأسود في الغالب سنة. وفقًا لتقدير مركز بيو للأبحاث في عام 2020 يبلغ عدد سكان المسلمين 130,000 (20.3٪). دخل الإسلام إلى الجبل الأسود مع الفتح الإسلامي للبلقان في سنة 754 هجرية الموافق 1353 ميلادية، وكانت تعرف حينها باسم (دوكليا).

## التاريخ

### العهد العثماني
بعد فتح الدولة العثمانية للبلقان، ازداد عدد مسلم بشكل كبير، ماأثار حفيظة دول أوروبا النصرانية، ودفعها للتفكير بالتخلص من المسلمين وتهجيرهم، إلا أن الدولة العثمانية وقفت أمام طموحاتهم، وكانت دولة الجبل الأسود ضمن الحكم العثماني كأمارة مستقلة.

### بعد الاستقلال

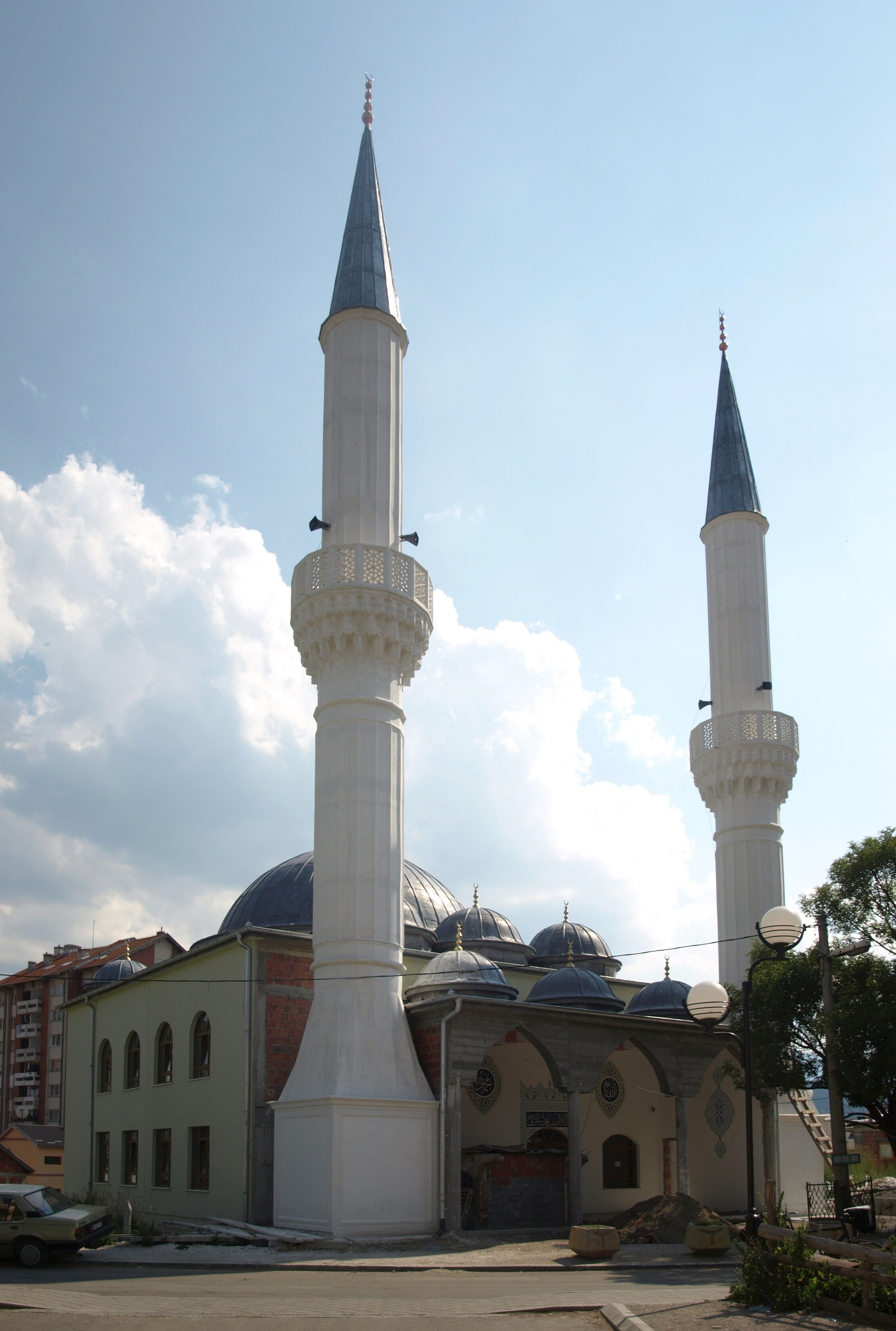
مسجد السلطان مراد الثاني في زوابي

تحسنت أحوال المسلمين في الجبل الأسود بعد الاستقلال عن دولة صربيا والجبل الأسود، حيث لم يكن بإمكان فتاة محجبة أن تدرس في الجامعة، أو تعمل في دائرة حكومية، فبعد عام 1918م، تم إغلاق جميع المدارس الإسلامية فيما كان يسمى بيوغسلافيا السابقة وأبقوا على مدرسة واحدة هي مدرسة «الغازي خسرف بك» في سراييفو، وفي عام 2008م، تم افتتاح أول مدرسة إسلامية، منذ ذلك الحين وبدعم من تركيا، والمؤسسات الخيرية في الكويت والإمارات العربية المتحدة والبنك الإسلامي للتنمية بجدة، ووصل عدد المساجد إلي أكثر من مئة مسجد.

## الحضور في المؤسسات الرسمية للدولة
أوضح رئيس الأئمة في تيفات آدم أمروفيتش «أن هناك حقائب وزارية للمسلمين في الجبل الأسود ومدير الإذاعة والتلفزيون مسلم، ووزير الداخلية مسلم من خريجي المدارس الإسلامية ووزير التجارة مسلم». وقال: «لدينا مساع لاستعادة الأوقاف التي تمت مصادرتها في العهود الظالمة». وأثنى أمروفيتش على الجهود التي يبذلها الأتراك رغم ضيق ذات اليد في دعم مسلمي البلقان «الأتراك أسسوا مدرسة لتحفيظ القرآن وأقاموا مركزا إسلامياً في بار، على البحر الأدرياتيكي».

## التوزيع الجغرافي
يختلف توزيع المسلمين بشكل كبير. فبلدية روجي، على سبيل المثال، جميع سكانها مسلمون، بينما لا يوجد مسلمون في بلدية بلوزين.
| البلدية                | عدد السكان (تعداد 2011) | المسلون (%) |
| ---------------------- | ----------------------- | ----------- |
| Rožaje Municipality    | 22,964                  | 94.95       |
| بلدية بلاف ‏            | 13,108                  | 76.64       |
| بلدية أولتسي ‏          | 19,921                  | 71.82       |
| بلدية بييلو بولي ‏      | 46,051                  | 46.18       |
| بلدية بار ‏             | 42,048                  | 30.14       |
| بلدية بيراني ‏          | 33,970                  | 27.97       |
| بلدية بليفليه ‏         | 30,786                  | 16.37       |
| Podgorica Municipality | 185,937                 | 11.23       |
| Tivat Municipality     | 14,031                  | 5.10        |
| بلدية بودفا ‏           | 19,218                  | 3.40        |
| بلدية هرسك نوفي ‏       | 30,864                  | 2.01        |
| Kotor Municipality     | 22,601                  | 1.66        |
| بلدية دانيلوفغراد ‏     | 18,472                  | 1.41        |
| بلدية نيكتسيتش ‏        | 72,443                  | 1.39        |
| Cetinje Municipality   | 16,657                  | 0.76        |
| بلدية تشافنيك ‏         | 2,070                   | 0.58        |
| بلدية كولاشين ‏         | 8,380                   | 0.55        |
| بلدية مويكوفاتش ‏       | 8,622                   | 0.29        |
| بلدية أندرييفيكا ‏      | 5,071                   | 0.16        |
| بلدية شابلياك ‏         | 3,569                   | 0.14        |
| بلدية بلوزين ‏          | 3,246                   | 0.00        |
| الجبل الأسود           | 620,029                 | 19.11%      |

## معرض الصور

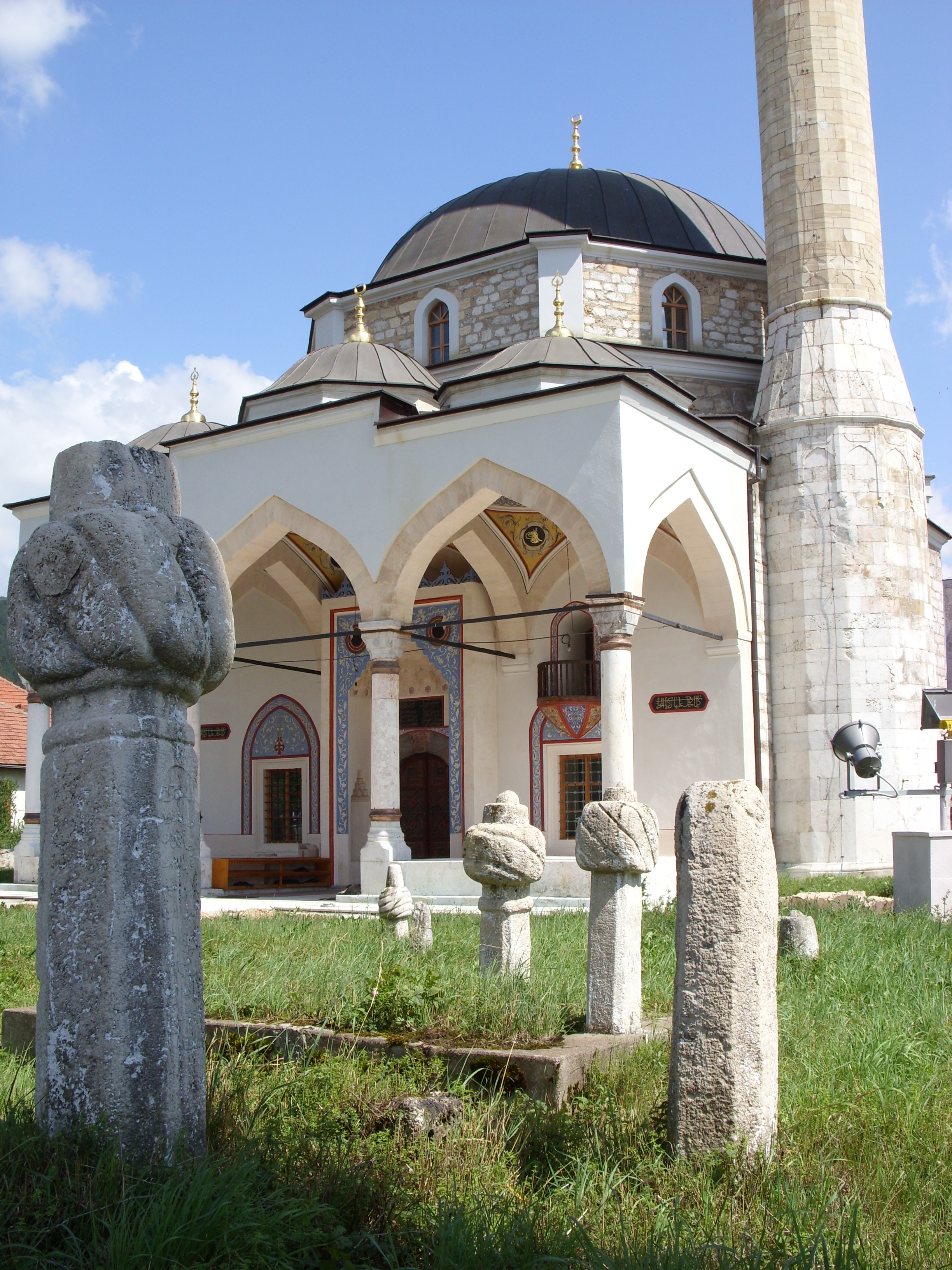
مسجد بليفيا
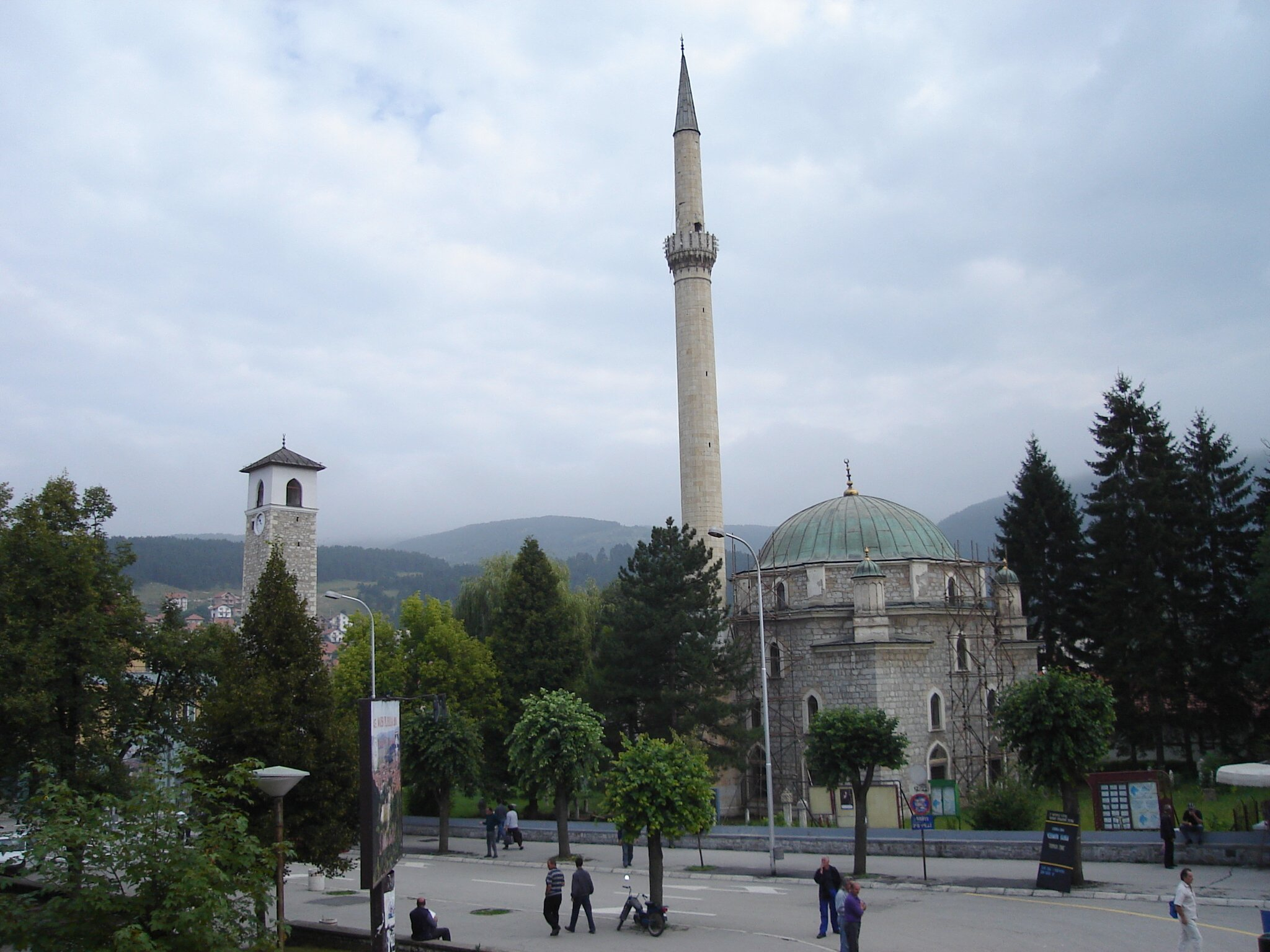
مسجد في بليفيا
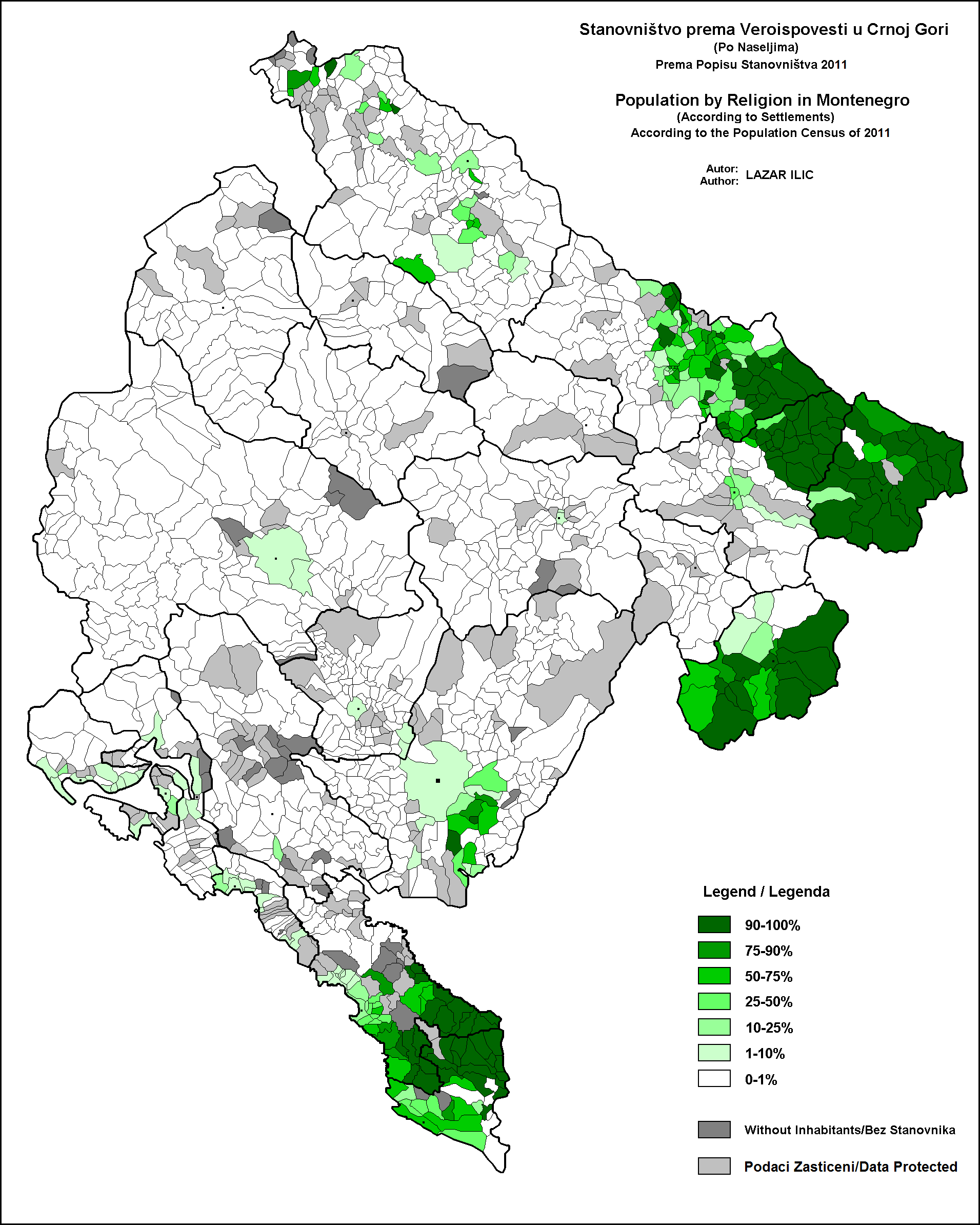
أماكن تواجد المسلمين في الجبل الأسود